# Gunnhildur Jónsdóttir
Gunnhildur Jónsdóttir, född 1787, död 1866, var en isländsk balladsångare. 
Hon förde vidare en mängd rim, legender, berättelser och folksånger till Brynjólfur Jónsson då hon vid slutet av sitt liv levde på fattighus. Hon skapade också sina egna ballader.